# Smartphone

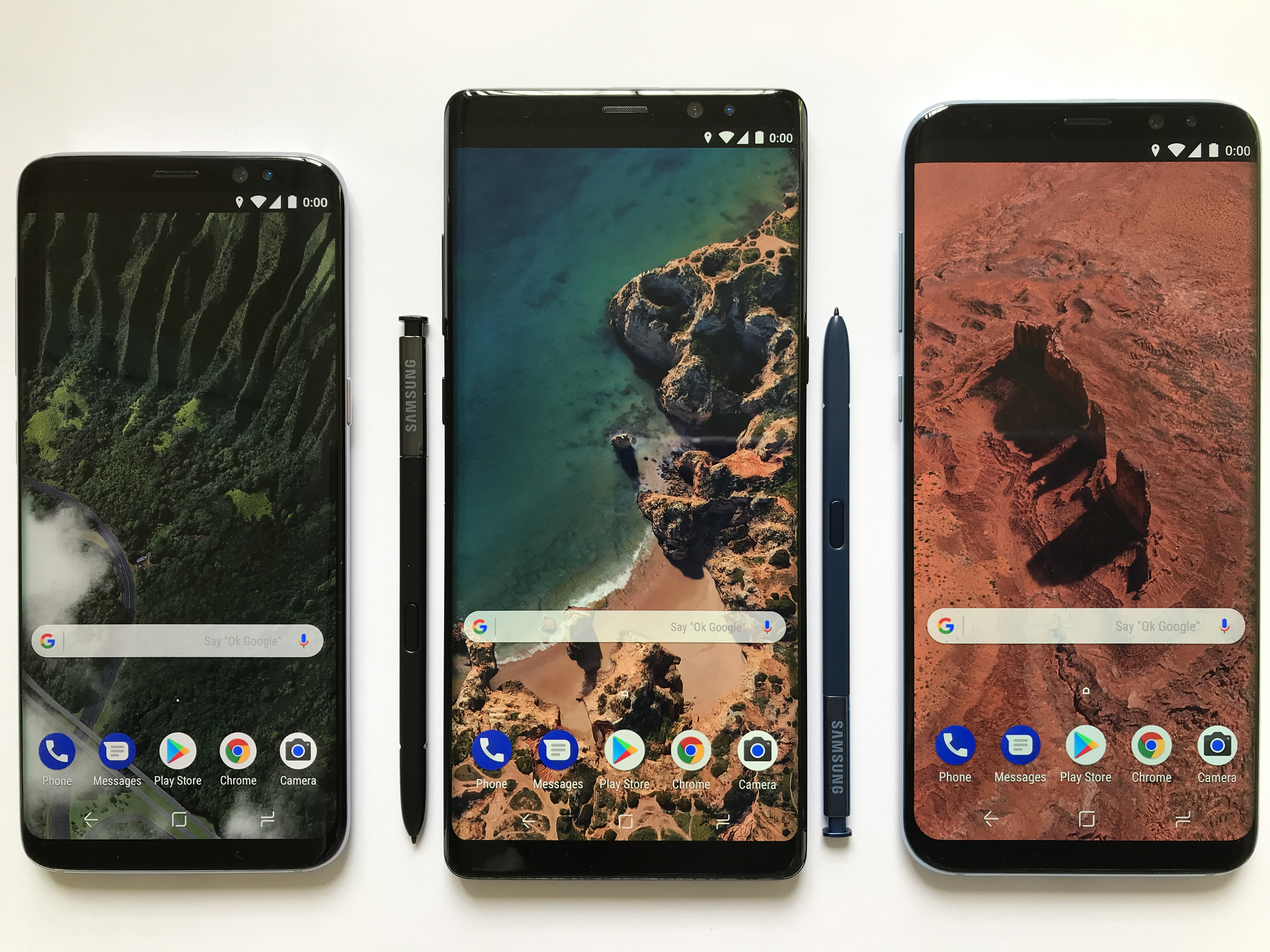
Smartphone-uri Samsung Galaxy

Un smartphone (cuvânt englez cu traducerea „telefon inteligent”) este un telefon mobil multimedia multifuncțional, conectat la o rețea GSM sau UMTS. Dispunând și de o tastatură reală sau virtuală, el oferă funcționalitățile de PDA, agendă, calendar, navigare GPS, eventual și e-mail, calculator, cameră foto, cameră video și altele. De obicei el dispune și de un ecran sensitiv la atingere de tip touchscreen.
Totuși cea mai spectaculoasă aplicație realizată deja pentru majoritatea modelelor de smartphone-uri este conexiunea la Internet, de exemplu, în cadrul unei rețele rapide de tip UMTS/HSDPA (3G). În acest caz, smartphone-ul necesită desigur și o aplicație browser specială, care mijlocește utilizatorului o mare parte din gama enormă de posibilități ale webului.
Încă nu există un termen românesc corespunzător pentru smartphone. Un neologism propus este „intelifon”.

## Istoric
Dispozitive care puteau combina telefonia și calculul au fost conceptualizate în anii '70. Termenul smartphone a apărut în 1997, când telefonul Ericsson GS88 „Penelope” a fost descris ca fiind un Smart Phone. 
La sfârșitul anilor 1990, au fost produse unele dispozitive hibride care au combinat hardware-ul de bază al telefonului mobil cu un sistem de operare PDA.  
Acestea au fost mai voluminoase decât telefoanele mobile sau PDA-urile dedicate, cu acces limitat la internet pentru e-mail, fax, mesaje text, navigarea pe web pe bază de text.

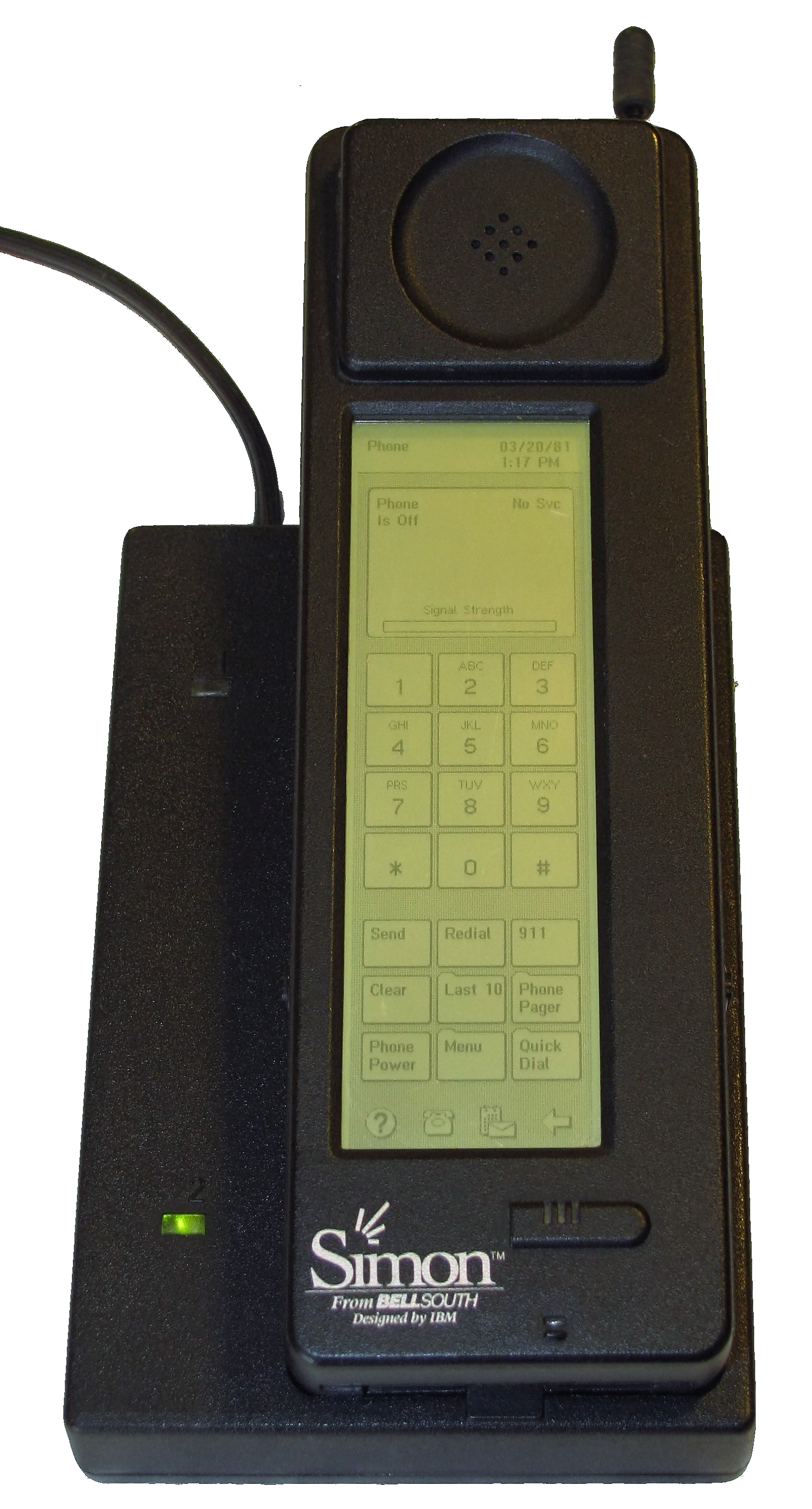
Simon Personal Communicator

IBM Simon Personal Communicator (IBM Simon) de la compania americană IBM, a fost prezentat la expoziția de tehnologie COMDEX din 1992  și pus în vânzare de compania americană de telecomunicații BellSouth în 1993. Pe lângă abilitatea de a efectua și a primi apeluri telefonice, Simon putea să trimită și să primească faxuri și e-mail-uri prin intermediul ecranului tactil.
Hewlett-Packard a lansat în martie 1996, OmniGo 700LX, un palmtop PC HP 200LX cu telefon mobil Nokia 2110 atașat și software bazat pe memorie ROM. Compatibil cu DOS 5.0, putea să ruleze mii de titluri software existente, inclusiv versiunile anterioare ale Windows.

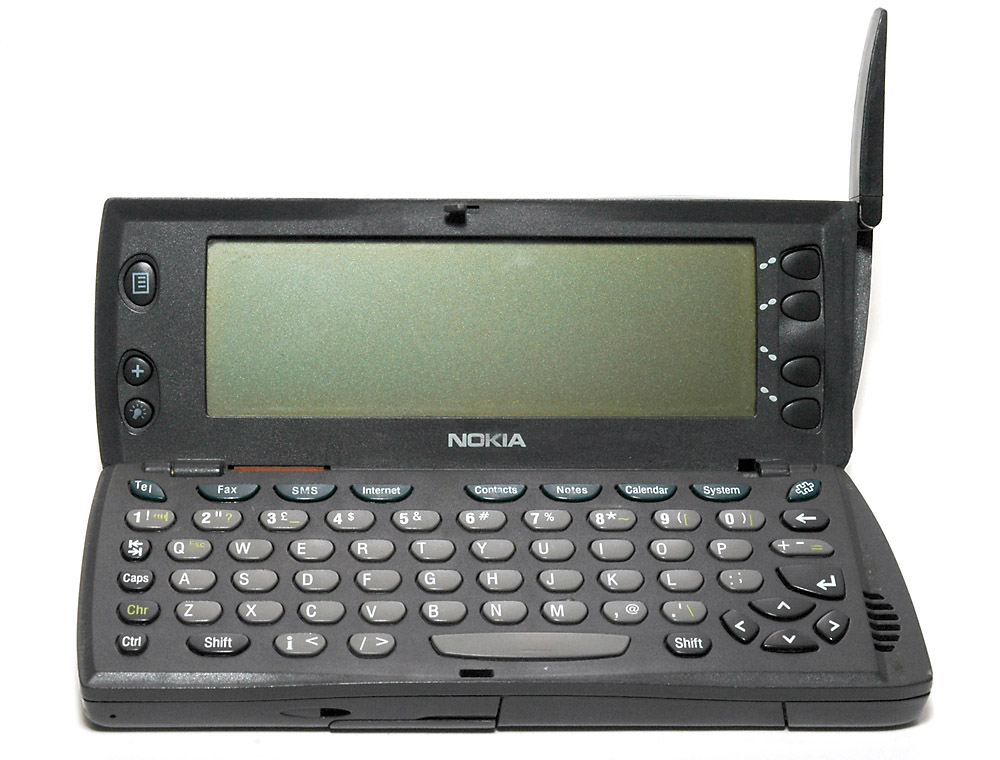
Nokia 9110, similar cu Nokia 9000 Communicator

Nokia 9000 Communicator, a fost lansat în același an, conținea un PDA celular digital bazat pe Nokia 2110, cu sistemul de operare PEN/GEOS 3.0. Închis, dispozitivul era utilizat ca telefon celular digital. Nokia 9000 Communicator includea functionalitate SMS, email și fax, browser web, tastatură QWERTY, aplicatii precum calendar și calculator.
În iunie 1999, Qualcomm a lansat pdQ, un telefon cu Palm PDA, CDMA, digital PCS (Personal Communications Service) integrat și conectivitate la internet.  
În același an firma japoneză NTT Docomo a lansat un model de smartphone care rula pe i-mode, un sistem de transmitere a datelor bazat pe limbajul cHTML ce oferea viteze de transmitere a datelor de până la 9,6 kbits/secundă pentru mesaje text, email și fax. Implementarea i-mode a adus, până la sfârșitul anului 2001, un total de aproximativ 40 de milioane de utilizatori.
La începutul anului 2000, Ericsson Mobile Communications a lansat Ericsson R380, primul dispozitiv comercializat sub denumirea de smartphone. De asemenea a fost primul dispozitiv cu sistemul de operare Symbian OS care a devenit ulterior cel mai utilizat sistem de operare pentru smartphone-uri până în 2010.
Primul virus informatic pe telefoanele mobile, "Timofonica", a provenit din Spania și a fost identificat de laboratoarele antivirus din Rusia și Finlanda în iunie 2000. "Timofonica" a trimis mesaje SMS pe telefoanele mobile GSM prin operatorul MoviStar.
În 2001 compania canadiană RIM a lansat pe piață modelul BlackBerry, un smartphone care a permis pentru prima dată și comunicații e-mail mobile (prin rețeaua GSM). Include și o tastatură reală dar de mici dimensiuni.
Începând cu anul 2006, este dezvoltată tehnologia 3G și 3.5G, permițând o rată maximă de recepție de 3,6 Mbit/s apoi extinsă la 14 și 42 Mbit/s (HSPA+).

iPhone 1st Generation

În anul 2007, Apple Inc. lansează seria iPhone, telefoane mobile care foloseau iOS sistemul de operare Apple. iPhone s-a remarcat pentru ecranul mare cu interfață multitactilă și tastatură virtuală, un media center mobil și ușor de folosit.
În 2008 a fost lansat HTC Dream, primul telefon mobil ce folosea sistemul de operare Android. În anul 2012, numărul smartphone-urilor Android active a depășit 500 milioane.
Începând cu anul 2010, smartphone-urile au integrat software de asistenți virtuali cum ar fi Apple Siri, Amazon Alexa, Google Assistent, Microsoft Cortana, BlackBerry Assistant și Samsung Bixby. 
Tehnologia curved-OLED (ecran TV curbat) a fost introdusă în decembrie 2013, prin modelele Samsung Galaxy Round și LG G Flex. 
În 2013, 4G este prezent în câteva zeci de țări. Majoritatea smartphone-urilor produse după 2012 au 4G LTE de bandă largă de mare viteză.
La începutul anului 2014, sunt introduse smartphone-uri cu ecrane Quad HD tehnologie deja utilizată la monitoare și televizoare. În același an au fost lansate modelele Samsung Galaxy S5, Sony Xperia Z1S și Sony Xperia Z2 rezistente la praf și la apă până la un metru adâncime.  

## Hardware

### Display
Tehnologiile de afișare în smartphone-urile moderne sunt de două tipuri principale: LCD  și LED având fiecare variantele sale. (https://www.topproductcenter.com/juicing-machines-reviews-2020/%5Bnefuncțională%5D)
LCD (Liquid Crystal Dysplay): Tehnologia LCD a înlocuit monitoarele TV de tip CRT, însă ea este utilizată și pentru ecranele telefoanelor, tabletelor și altor dispozitive electronice. Din aceasta s-au dezvoltat ulterior numeroase alte ecrane de tip LCD, cum ar fi TFT, TN, IPS, S-IPS sau Super LCD.
- TFT (Thin-film transistor) – Prima variantă îmbunătățită a tehnologiei LCD al cărei principal rol a fost să afișeze un contrast mai puternic printr-o gestionare mai bună a pixelilor.

- TN (Twisted Nematic) – Ecranele de tip TN sunt regăsite și astăzi în numeroase telefoane și tablete low-cost. Acestea au unghiurile slabe de vizualizare și culorile reprezentate modest.

- IPS (In-Plane Switching) – Ecranele de tip IPS sunt printre cele mai apreciate datorită reproducerii fidele a culorilor și a unghiurilor de vizualizare foarte bune. Principalul defect este reproducerea modestă a negrului, care seamănă mai degrabă cu un gri închis.

- Super PLS (Super Plane-to-Line Switching) – Dezvoltat de Samsung ca alternativă la IPS, ecranul Super PLS asigură o luminozitate cu 10% mai mare și unghiuri mai bune de vizualizare.

- Super LCD – Versiune îmbunătățită a tehnologiei LCD, ce are ca avantaje un consum scăzut de energie și o reproducere fidelă a culorilor. Între timp au apărut și versiunile Super LCD2 și Super LCD3. Este folosită de HTC, deși panourile Super LCD sunt produse de S-LCD Corporation.

- Retina Display – Termen de marketing introdus de Apple pe iPhone și iPad pentru seria de ecrane IPS.

OLED (Organic Light-Emitting Diode): Tehnologia Oled are un principiu de funcționare complet diferit. s-au desprins mai multe variante ale tehnologiei OLED:
- AMOLED (Active-Matrix Organic Light-Emitting Diode) este o tehnologie Oled pentru ecrane bazată pe OLED care oferă un contrast semnificativ mai bun decât ecranele bazate pe tehnologia LCD. Principala diferență este negrul profund afișat ca urmare a luminozității mai mici decât în cazul ecranelor LCD, însă acest lucru are ca efect o vizibilitate mai redusă în lumina directă a soarelui. AMOLED oferă un contrast ridicat, permite realizarea de dispozitive mai subțiri și oferă un consum mai redus de energie.

- Super AMOLED este o versiune de AMOLED realizată de Samsung. Tehnologia este aceeași, dar ecranul integrează un digitizer și reflectă mai puțin razele soarelui decât varianta standard.

- Super AMOLED Plus – Dezvoltat tot de Samsung, ecranul Super AMOLED Plus împrumută tehnologie de la ecranele LCD pentru o luminozitate mai ridicată și un consum mai mic de energie, însă are ca dezavantaje o durată mai mică de viață și costuri mai mari de producție.

- Super AMOLED Advanced – Termen comercializat de Motorola pentru a descrie un ecran care beneficiază de luminozitate mai mare și de rezoluție mai înaltă.[5]

### Acumulator
Funcționarea telefonului inteligent este asigurată de o baterie de acumulatoare electrice care poate asigura o autonomie de până la 72 de ore. 
Acumulatoarele telefoanelor utilizează în mod obișnuit tehnologia litiu-ion, și sunt fie detașabile, fie integrate în dispozitivele mobile. 

### Procesorul
Realizat in tehnologie System-on-a-Chip (SoC) este probabil cea mai importantă componentă prezentă într-un smartphone. Acesta include procesorul propriu-zis care poate fi multi-core cu până la 10 nuclee, unitatea grafică (GPU - Graphics Processing Unit), controlerele pentru memoria RAM/ROM și modemul LTE.

### Memorie și stocare
Orice smartphone nu poate funcționa fără utilizarea memoriei RAM și a memoriei ROM. 

Majoritatea dispozitivelor mobile sunt livrate cu module LPDDR3 sau LPDDR4, în timp ce unele smartphone-uri high-end sunt livrate cu LPDDR4X RAM. ("LP" înseamnă "Low-Power" și reduce tensiunea totală a acestor cipuri, făcându-le să fie extrem de eficiente și oferind telefoanelor mobile o viață extinsă a bateriei).

Memoria ROM este practic memoria de stocare a telefonului. Stocarea internă există ca memorie flash și poate ajunge până la 512 GB pe unele telefoane. 

### Modem
Telefoanele inteligente necesită  modemuri LTE, componente de comunicații pentru a primi și trimite mesaje text sau navigare pe net. Fiecare producător SoC are propria marcă de modemuri, printre care Apple, Qualcomm, Samsung, HiSilicon, MediaTek și alții.

### Cameră foto
Camera foto este una dintre cele mai importante caracteristici ale unui smartphone. 
- Camera foto principală (orientată spre spate) dispune de setările cele mai avansate. Caracteristicile camerei foto principale sunt:

Autofocus: Focalizarea subiectului se referă la surprinderea conturului și detaliilor acestora, fără părți blurate (estompate). Autofocusul trebuie să fie cât mai rapid și cât mai precis.
Majoritatea telefoanelor inteligente sunt dotate cu autofocus cu detecție facială, iar cele din gama premium includ autofocus dual pixel.

Senzor: O cameră foto cu senzor mare are performanțe bune și atunci când lumina este slabă.
Funcția ISO este cea care îți permite reglarea sensibilității senzorului pentru a obține imagini cât mai clare. 
Flash (Bliț): Cele mai multe telefoane folosesc blițuri cu LED. Dual-LED este o tehnologie mai nouă, care emite o lumină de două ori mai puternică. 

Stabilizator de imagine: Folosit pentru fotografiat în mișcare.

Rezoluție: Reprezintă numărul de pixeli ai senzorului, exprimat ca multiplu de ordinul 10 la puterea a 6-a (MP – Mega Pixel). 1 MP=1.000.000 pixeli. 
- Camera foto secundară (frontală) este folosită pentru selfie-uri. Performanțele ei sunt mai scăzute decât ale camerei principale.

### Senzori
Într-un smartphone există mai mulți senzori integrați, tipul acestora depinde de modelul smartphone-ului. Dotarea standard cuprinde un accelerometru, senzor de poziție (giroscop), senzor de proximitate, de recunoaștere a luminii, magnetometru, senzor magnetic respectiv busolă electronică. Modelele de top, cum ar fi Samsung Galaxy S4 pot avea până la zece senzori. 
- Accelerometru: Este cel mai important senzor al telefonului.  Acesta are trei axe pentru a detecta orientarea dispozitivului și a mișcărilor sale. Prin intermediul accelerometrului, se schimbă automat afișarea conținutului în funcție de orientarea ecranului: modul de portrait (când ecranul este poziționt pe lung) sau landscape (când ecranul este poziționat pe lat). În cadrul player-ului audio există funcția "Shake Control", prin care se trece la următoarea piesă prin simpla scuturare a telefonului. De asemenea, accelerometrul poate fi utilizat și în aplicații third-party, pentru controlul personajelor din jocuri.
- Giroscop: Este un senzor de poziție care funcționează cu accelerometrul pentru a detecta rotirea telefonului, pentru funcții cum ar fi înclinarea telefonului.
- Busolă digitală: Cu ajutorul acesteia telefonul reușește să găsească direcția Nord, pentru scopuri de navigare, drumeție.
- Senzor de lumină ambientală: Acest senzor poate seta automat luminozitatea ecranului în funcție de lumina din jur pentru a face display-ul vizibil in anumite circumstante cand lumina naturala este puternica sau slaba și ajută la conservarea duratei de viață a bateriei.
- Senzor de proximitate: În timpul unui apel, când dispozitivul este adus lângă ureche, acesta blochează automat ecranul pentru a preveni comenzile nedorite.
- Magnetometru: Este folosit pentru a măsura atât puterea cât și direcția câmpului magnetic aflat în vecinătatea telefonului. Noile modele de smartphone-uri prezintă o aplicație de tip busolă care arată în ce direcție este orientat câmpul magnetic.[6][7] [8]

### Software
Funcțiile sunt realizate cu ajutorul aplicațiilor software, care lucrează sub un sistem de operare specific. Pe un smartphone se pot programa și instala aplicații suplimentare care îi lărgesc posibilitățile, numite în general app (plural: apps). Cele mai multe telefoane mobile conțin mai multe aplicații incluse ca software preinstalat, cum ar fi browser web, client de e-mail, calendar, program de cartografiere, suporturi media sau alte aplicații. Unele aplicații preinstalate pot fi eliminate prin dezinstalare, lăsând astfel mai mult spațiu de stocare.
Aplicațiile care nu sunt preinstalate sunt de obicei disponibile prin intermediul platformelor de distribuție numite magazine de aplicații. Acestea sunt de obicei operate de proprietarul sistemului de operare mobil, cum ar fi App Store (Apple), Google Play (Android), Microsoft Store (Windows Phone) și App World (BlackBerry). Unele aplicații sunt gratuite, în timp ce altele trebuie cumpărate.

#### Sistem de operare

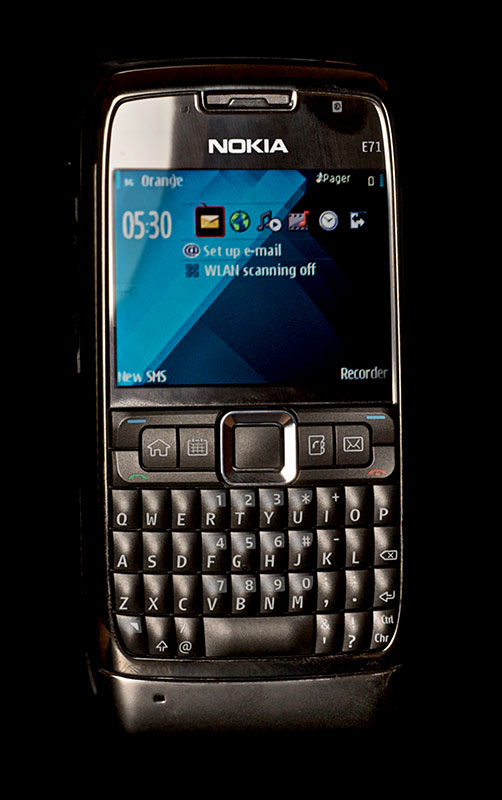
Nokia E71 rulând platforma S60, ediția a treia, pe Symbian OS v9.2

Sistemul de operare este software-ul care realizează interfața între utilizator și componentele hardware ale telefonului. Sistemele de operare pentru smartphone pot fi de tipul proprietar, third- party proprietar sau open-source.
- Sisteme de operare proprietar: Sistemele de operare proprietar sunt dezvoltate de firmele producătoare pentru smartphone-urile lor. Codul sursă și specificațiile tehnice pentru aceste sisteme de operare nu sunt disponibile publicului larg. Acestea pot fi obținute doar de dezvoltatorii software în urma unor parteneriate cu producătorii. Exemple: iOS (Apple) utilizat pe iPhone și iPad, BlackBerry OS (Research In Motion - RIM) utilizat pe dispozitivele BlackBerry, webOS (HP) utilizat pe dispozitivele Palm, Harmony OS (Hongmeng OS), noul sistem de operare pe smartphone-uri Huawei, care a înlocuit Android [9].

- Sisteme de operare third-party proprietar: Acestea sunt sisteme de operare licențiate, dezvoltate de companii software care nu produc și dispozitivele hardware. Exemple: Microsoft  Windows Phone 7, rulează pe dispozitive produse de HTC și Samsung , Microsoft  Windows Mobile, rulează pe dispozitive produse de HTC, Samsung și Dell, Symbian OS pe telefoane Nokia, Motorola, Sony Ericsson.

- Sisteme de operare open-source: Sunt sisteme de operare ale căror specificații sunt publice, ele putând fi folosite și modificate fără restricție. Cel mai cunoscut sistem de operare open-source, Android, bazat pe Linux și dezvoltat de Google, este utilizat pe dispozitivele Samsung, HTC, Motorola, Sony Ericsson, LG etc. [10][11]

## Vânzări
În 2009 vânzările de smartphone-uri la nivel global au fost de 179 milioane de bucăți.
În 2015 cifra a ajuns la un miliard.
În Uniunea Europeană modelele mai noi de smartphone-uri conduc topurile: în Germania, Galaxy S7 (6,6%), Galaxy S7 Edge (5%), Galaxy S5 (4,6%). În Marea Britanie, pe primul loc este Samsung S7 Edge (8,4%), Samsung Galaxy S6 (7,1%) și  Samsung Galaxy S7 (7%). Noile telefoane S8 și S8+ au intrat în top 10 cu cote de piață de 3,6% și 2,4%.

În S.U.A., de asemenea pe primul loc se află Samsung Galaxy S7, iar S8+ și S8 au cote de 3%, respectiv de 2,8%, Samsung ocupând 9 din 10 locuri. Pe locul 9 aflându-se ZTE Z981. 
În Japonia, producătorul local Sony domină top 10 cu 8 telefoane în top. Cel mai popular telefon este Sony Xperia XZ (5,9%), apoi Sony Xperia Z5 (4,8%) și Sony Xperia X Performance (3,7%). Samsung are 2 telefoane, S7 Edge (3,1%) și S5(1,9%).

În Coreea de Sud, cel mai utilizat telefon este Samsung Galaxy Note 5, apoi S7 și Note4.

### Producători și cota de piață
Pe piața românescă sunt prezenți in 2018 peste 65 de producători de telefoane mobile inteligente, concurența fiind acerbă pe toate segmentele de preț. 
Pe plan global liderul de necontestat după ponderea de piață a rămas și în acest an Samsung, cu o cotă de piața de 21%. 
Apple, care până în 2017 a fost al doilea mare producător de telefoane inteligente, deși are o pondere de piața de 12,1% a pierdut această poziție în favoarea competitorului chinez Huawei, a cărui pondere de piața este de 15,8%. 
Pe locurile 4, 5 și 6 dupa ponderea de poață la nivel global se află alti trei producători chinezi, Xiaomi cu 9,3%, Oppo cu 8,6% și Vivo cu 7%.
Producători precum LG și Lenovo abia au reușit să obțină o pondere de piață de 3% iar HTC și Asus nu au reușit să ocupe fiecare nici măcar 1% din piața globală de telefoane mobile inteligente.

### În România
Piața de smartphone-uri din România este estimată la 4,4 milioane de unități în 2017. Samsung este liderul pieței locale de mobile cu o cotă de peste 50%, urmat de Huawei, care a depășit Allview ce se clasează pe locul trei.

Cel mai mare competitor al Samsung pe segmentul premium este Apple, care reușește cu doar câteva modele de telefoane să obțină peste 20% din vânzări. Din punctul de vedere al numărului de unități, cele mai apropiate de Samsung sunt smartphone-urile Huawei.

Potrivit site-ului appbrain.com, cel mai popular smartphone în România este Samsung Galaxy J5 - 2017 (cotă de piață de 5,82%), urmat de Samsung Galaxy J5 - 2016 (5,6%), Samsung Galaxy J3 - 2016 (4,8%) și Samsung Galaxy S7 Edge (4,0%). Singurul telefon din top 10 care nu este Samsung este Huawei P10 lite (2,4%). 